# Acacia adunca
Acacia adunca — вид квіткових рослин з родини бобових, що зростає в Австралії: Новий Південний Уельс, Квінсленд. Росте в лісах, рідколіссях і чагарниках. Це кущ або дерево з вузьколінійними філодіями (черешки, що виконують фотосинтетичну функцію), китицями кулястих яскраво-золотистих квіток і шкірястими бобами.

## Морфологічний опис
Acacia adunca — це кущ або дерево, яке зазвичай досягає висоти 6 м, а ширини 3 м і має тонкі, темно-червонуваті, голі гілки. Має вузьколінійні філодії 75–140 × 1.5–2.5 мм, голі з однією або двома залозками по краях. Квітки розташовані в кулястих головках в пазушних китицях завдовжки 10–35 мм з 9–14 яскраво-жовтими квітками. Цвітіння зазвичай відбувається з червня по жовтень. Боби 50–130 × 10–12 мм.